# SH1
SH1 — китайская высокомобильная самоходная артиллерийская установка (САУ) класса самоходных гаубиц. САУ SH1 разработана китайской корпорацией Норинко для экспорта.

## Оценка проекта

### Сравнение с аналогичными САУ на колёсном шасси
|                                                                                        | G6-52 ER | Zuzana 2                          | CAESAR                                                       | Archer                                                  | ATMOS 2000                                                   | Нора Б-52                                                                    |
| -------------------------------------------------------------------------------------- | --- | --------------------------------- | ------------------------------------------------------------ | ------------------------------------------------------- | ------------------------------------------------------------ | ---------------------------------------------------------------------------- |
| Внешний вид                                                                            | |                                   |                                                              |                                                         |                                                              |                                                                              |
| Год принятия на вооружение                                                             | н/д | н/д                               | 2008                                                         | 2011                                                    | 2004                                                         | 2006                                                                         |
| Шасси                                                                                  | 6 × 6 | 8 × 8                             | 6 × 6 (8 × 8)                                                | 6 × 6 (8 × 8)                                           | 6 × 6                                                        | 8 × 8                                                                        |
| Боевая масса, т                                                                        | 49,0 | 32,0                              | 17,7                                                         | 30,0 (33,0)                                             | 22,0                                                         | 28,0                                                                         |
| Экипаж                                                                                 | 3-5 | 4                                 | 3-5                                                          | 3-4                                                     | 4-6                                                          | 3-5                                                                          |
| Бронирование                                                                           | Сварной корпус и башня, стальная катаная противопульная, противоосколочная, лоб от 20мм пушки. Двойное днище, противоминная защита от подрыва 6кг. | противопульная, противоосколочная | STANAG 4569 Level 2                                          | противопульная, противоосколочная кабина, противоминное | бронированная кабина                                         | STANAG 4569 Level 2 (лоб и корма), 1 (борты), 2A и 2B (противоминная защита) |
| Автомат заряжания                                                                      | да | да                                | полуавтоматический (автоматическая подача снарядов с грунта) | да (в необитаемой башне)                                | полуавтоматический (автоматическая подача снарядов с грунта) | да                                                                           |
| Максимальная скорострельность, выстр./мин                                              | 8 | 6                                 | 8                                                            | 7                                                       | 5                                                            | 12                                                                           |
| Максимальная скорострельность в режиме «Шквал огня»                                    | н/д | н/д                               | 3 выстрела по 6 сек.                                         | 3 выстрела по 6,7 сек. (практическая по 8,7 сек.)       | н/д                                                          | 3 выстрела по 6,7 сек.                                                       |
| Режим «Огневой шквал»(MRSI)                                                            | 5-6 снарядами на 25 км | да                                | н/д                                                          | до 6                                                    | н/д                                                          | да                                                                           |
| Время развертывания/ Время свертывания, сек.                                           | 30 н/д | <40 32-43 (для Dana-M2 в Украине) | 60 40                                                        | 14(23 до выстрела) 24                                   | н/д н/д                                                      | 90 н/д                                                                       |
| Калибр пушки, мм                                                                       | 155 | 155                               | 155                                                          | 155                                                     | 155                                                          | 155                                                                          |
| Длина ствола, калибров                                                                 | 52 | 52                                | 52                                                           | 52                                                      | 52                                                           | 52                                                                           |
| Боекомплект орудия, выстрелов                                                          | 48 | 40                                | 18 (30)                                                      | 40                                                      | 27                                                           | 48                                                                           |
| Максимальная дальность стрельбы, км ОФС: АР ОФС: АР ОФС XM982 Excalibur: АР ОФС V-LAP: | 38 50 н/д 67 | н/д 41 н/д                        | 41 н/д 46-49 54                                              | 30 40 60 н/д                                            | 30 41 н/д                                                    | 41 46,5 н/д 56                                                               |
| Мощность двигателя, л. с.                                                              | 525 | 450                               | 410                                                          | 330(440)                                                | 315                                                          | 410                                                                          |
| Удельная мощность, л. с./т                                                             | 10,7 | 14                                | 23,2                                                         | 11 (13,3)                                               | 14,3                                                         | 14,6                                                                         |
| Максимальная скорость, км/ч                                                            | 80 | 80                                | 80                                                           | 70 (90)                                                 | 80                                                           | 90                                                                           |
| Запас хода по шоссе, км                                                                | 700 | 600                               | 600                                                          | 500                                                     | 1000                                                         | 1000                                                                         |
| Стоимость, млн. $                                                                      | н/д | н/д                               | ~2,9                                                         | н/д                                                     | ~2                                                           | 1,5                                                                          |

Сноски
1. ↑  версия «Extended Range» с зарядной каморой объёмом 25 литров
2. ↑  Режим «Огневой шквал» (англ. MRSI, multiple rounds simultaneous impact) позволяет атаковать цель несколькими снарядами таким образом, что все они достигают цели одновременно.
3. ↑  V-LAP (Velocity-enhanced Long-Range Artillery Projectile) — активно-реактивный снаряд с улучшенными аэродинамическими характеристиками
4. ↑  версия «Extended Range» с зарядной каморой объёмом 25 литров

## На вооружении
- Мьянма: 12 SH1, по состоянию на 2016 год.[27]